# Ilariano di Perse

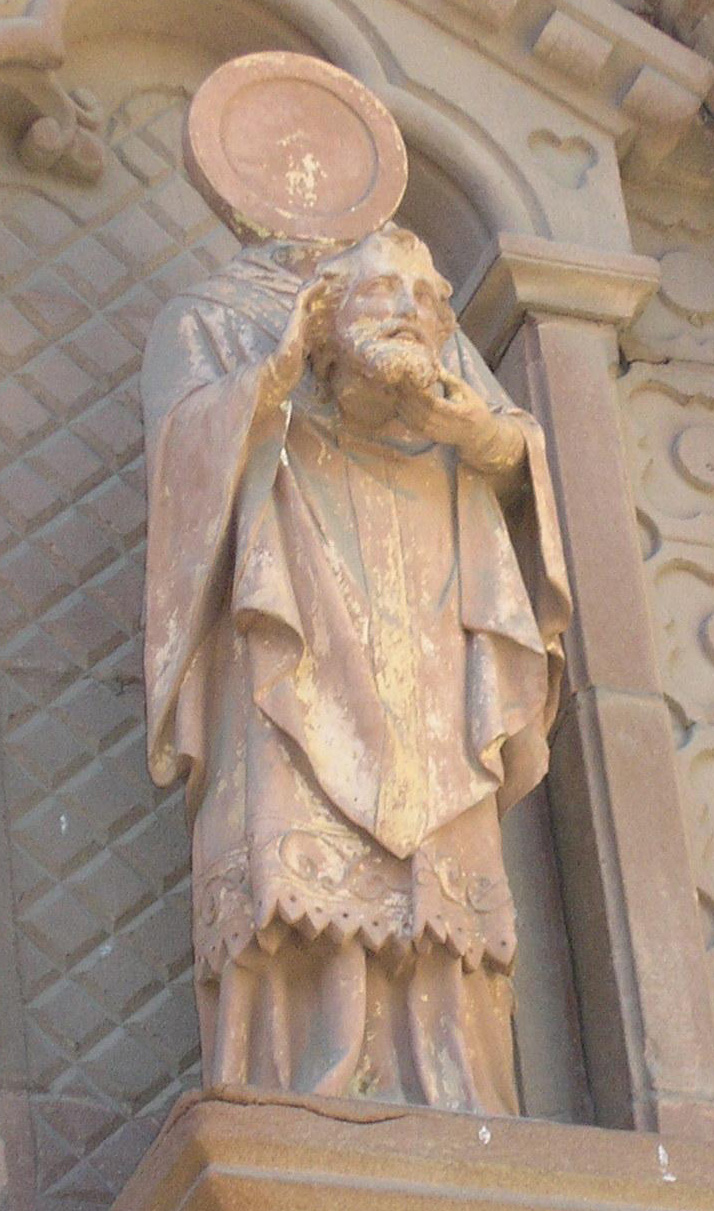
Sant'Ilariano, chiesa di Espalion

Ilariano (Lévinhac, ... – Perse, 793 circa) è un martire cristiano dell'VIII secolo. Il suo culto come santo fu confermato da papa Leone XIII nel 1883.

## Biografia
Secondo la tradizione agiografica, era originario di Lévinhac e fu educato alla corte di Carlo Magno, di cui divenne il confessore. Stabilitosi a Perse, fu ucciso dai saraceni durante una loro incursione a Rouergue del 793.
Decapitato, Ilariano raccolse la sua testa, la lavò in una fonte (Fonsange, ovvero Fons sanguinis) e la riportò a sua madre. Sulla sua tomba sorse un monastero: il priorato di Perse.

## Culto
La sua leggenda fu composta sulla base di tradizioni locali e di luoghi comuni agiografici da un monaco di Sainte-Foy a Conques dopo il 1060, quando il priorato di Perse, che ne conservava il sepolcro, fu unito al monastero di Sainte-Foy.
Il 12 ottobre 1524, alla presenza di François d'Estaing, vescovo di Rodez, ebbe luogo una solenne ricognizione delle sue reliquie.
Il suo culto come santo fu confermato da papa Leone XIII con decreto del 10 maggio 1883.
Il suo nome è iscritto nel Proprio della diocesi di Rodez dal 1514 e la sua festa è celebrata ad Espalion il 15 giugno.